# St. Stephan (Unterweinbach)
Die Filialkirche St. Stephan ist die 
römisch-katholische Dorfkirche von Unterweinbach, einem Ortsteil der Gemeinde Schönberg in Oberbayern. Die Kirche wurde im 15. Jahrhundert errichtet.

## Beschreibung
Das Gotteshaus ist ein verputzter Backsteinbau. Der fünfseitig geschlossene polygonale Chor der Saalkirche hat ein Joch, das Langhaus drei. Beide sind durch einen sehr breiten Chorbogen getrennt. Wandpfeiler und Schildbögen zeigen abgefaste Kanten. Das Netzgewölbe sitzt auf Kragsteinen mit kräftigen, hohlprofilierten Rippen und runden Schlusssteinen auf.
An der Westseite ist ein Dachreiter aufgesetzt, an der Südseite des Chores ist die Sakristei angebaut.